# Nippon Columbia
Nippon Columbia Co., Ltd. (日本コロムビア株式会社, Nippon Koromubia Kabushiki Kaisha), a menudo pronunciado Korombia, operando internacionalmente como Nipponophone Co., Ltd. (日本蓄音器商会, Nihon Chikuonki Shōkai), es un sello discográfico japonés fundado en 1910 como Nipponophone Co., Ltd. Se afilió a la Columbia Graphophone Company del Reino Unido y adoptó las marcas comerciales estándar de Columbia del Reino Unido (las "Magic Notes") en 1931. La compañía cambió su nombre a Nippon Columbia Co., Ltd. en 1946. Utilizó el nombre Nippon Columbia hasta el 1 de octubre de 2002, cuando se convirtió en Columbia Music Entertainment, Inc. (コロムビアミュージックエンタテインメント株式会社, Koromubia Myūjikku Entateinmento Kabushiki kaisha). El 1 de octubre de 2010, la compañía volvió a su nombre actual. Fuera de Japón, la compañía operaba anteriormente como Savoy Label Group, que lanza grabaciones en el SLG, Savoy Jazz, y continúa operando como Denon. También fabricó productos electrónicos bajo la marca Denon hasta 2001. En 2017, Concord Music adquirió Savoy Label Group. Nippon Columbia también licenció propiedades de Hanna-Barbera en Japón hasta que esos derechos fueron transferidos a Turner Japan en algún momento de 1997. Actualmente, estos derechos son propiedad de Warner Bros. Japan LLC.
Aparte de las raíces históricas comunes, el actual sello Nippon Columbia no tiene relación directa con Columbia Records (parte del grupo Sony Music en los Estados Unidos y conocido en Japón como Sony Records International; Nippon Columbia fue el licenciatario de American Columbia Records hasta 1968, cuando se fundó CBS / Sony (ahora Sony Music) o el grupo británico EMI, del cual formaba parte la Columbia Graphophone Co. original. - el licenciatario de British Columbia Graphophone Company era en realidad Toshiba Musical Industries (El grupo EMI se disolvió en 2012; el licenciatario actual para reediciones es Universal Music Japan). La etiqueta es notable, sin embargo, por continuar usando el logotipo histórico de Magic Notes, que se ha asociado con el nombre Columbia desde la fundación de la etiqueta.

## Algunos artistas de la compañía
- Field of View
- Shizuko Kasagi
- Kirinji
- Malice Mizer
- Hibari Misora
- Pizzicato Five
- Chiyoko Shimakura
- Syrup 16g
- The Yellow Monkey
- Thee Michelle Gun Elephant